# Programa do Gugu
Programa do Gugu foi um programa de auditório brasileiro dominical da RecordTV, e apresentado por Gugu Liberato de 30 de agosto de 2009 a 9 de junho de 2013.

## O Programa
O Programa do Gugu estreou no dia 30 de agosto de 2009, às 20h, logo após o programa Domingo Espetacular, com direção geral de Homero Salles. O programa, transmitido ao vivo, tinha o mesmo formato do último programa apresentado por Gugu no SBT, o Domingo Legal, mesclando entretenimento, diversão, atrações musicais e reportagens especiais. O jornalismo também tinha um espaço importante na atração, para isso, o programa contava com uma equipe de plantão para repercutir e levar as notícias mais recentes do Brasil e do mundo.
Na estreia, o apresentador recebeu como convidados, o Blue Man Group. No programa também teve a estreia do quadro Essa Nota Vale Uma Nota, onde o apresentador se disfarçou de consumidor, e espalhou notas de 2 reais em diversas capitais brasileiras: São Paulo, Rio de Janeiro, Porto Alegre, Belo Horizonte, Salvador, Belém e Brasília. Uma curiosidade na estreia foi que durante ao termino da apresentação do Blue Man, Gugu confundiu o nome do programa dizendo que aquela atração era vista com exclusividade no Domingo Legal, seu antigo programa, em seguida se corrigiu e falou que só no Programa do Gugu era possível ver o Blue Man.
Desde de sua estreia, o programa apresentou diversos quadros que fizeram história na carreira do apresentador, como De Volta pro Meu Aconchego, Sonhar Mais um Sonho, Devo uma Nota, Nasci de Novo, Casamento Diferente, Lendas Urbanas, Top TV Internet, Verdade ou Mentira, entre outros. Nomes de peso da música brasileira, como Luan Santana, Zezé Di Camargo & Luciano, Sorriso Maroto, Banda Calypso, entre outros, marcaram presença no palco da atração.
Os humoristas Carlinhos Silva, o Mendigo, e Vinícius Vieira, o Gluglu, protagonizavam o quadro Vô Num Vô, no qual visitavam praias para avaliar as mulheres, colando no corpo delas o adesivo "Vô" naquelas que consideravam bonitas e "Num Vô" naquelas que consideravam feias. E "camarão" naquelas que acham somente o corpo atraente.
Em 2010, para melhorar a audiência, o Programa do Gugu passou a ser exibido de 16h às 20h, sendo exibido logo após o programa Tudo é Possível. Com a mudança de horário, o programa apresentou algumas novidades, como os quadros Desafio da Internet, De Volta ao Passado, Vale Tudo Pra Ganhar, Dançando pra Valer, Cãopeonato do Túnel, a competição Loiras X Morenas e o concurso Boy Band.
Inspirado no programa Corrida Maluca (comandado por Gugu Liberato nos anos 80) o programa estreou o quadro Corrida do Gugu, que contava com várias provas, que deveriam ser realizadas por uma família sorteada. Ao cumprir todas as provas, a família tinha o direito de realizar uma viagem para onde quiser.
Outra grande novidade do programa, foi a estreia do game Gugu Bate em Sua Porta, que consistia num jogo de perguntas e respostas e realização de tarefas, para testar as habilidades, o conhecimento pessoal e dos membros da família entre si, cujo desempenho do participante determinava o "prêmio", que poderia chegar até R$ 250 mil.
Com personagens novos e muitas novidades, a estreia da Escolinha do Gugu, quadro do programa, baseado no formato conhecido da Escolinha do Professor Raimundo, foi a grande novidade do programa em 2011. Gugu comandava uma turma cheia de alunos malucos que garantiam a diversão dos telespectadores.
Em 2012, além de ganhar um novo cenário, o programa passou a ser transmitido em HDTV, contando com a estreia de quadros como Gugu Visita Internacional, em que o apresentador mostrava a vida de brasileiros que moravam fora do país, e fazia um game show valendo prêmios em dinheiro. Outras novidades do programa, foram a estreia dos quadros Deu na Record, De Onde Saiu Isso?, Prova de Amor, Beleza Infantil e o Pequenos Gigantes. Quadros já consagrados, voltaram com novidades, como o De Volta Pro Meu Aconchego, Sonhar Mais um Sonho, De Volta ao Passado, Top Internet, Desafio da Internet e a Escolinha do Gugu
Em 2013, o programa apostou no quadro Desafio Musical, baseado no programa de grande sucesso "Qual é a Música?", apresentado por décadas por Silvio Santos. O quadro voltou repaginado, levando artistas para uma divertida competição sobre conhecimentos musicais no palco do programa. Outra aposta do programa foi o game "Quem Quer Viajar Comigo?".
No dia 07 de junho de 2013, a Record anunciou através de comunicado à imprensa, a rescisão do contrato de forma acordada com o apresentador Gugu Liberato - o contrato tinha validade por mais quatro anos. O último Programa do Gugu foi ao ar no dia 9 de junho de 2013, inteiramente gravado. O programa O Melhor do Brasil, comandado pelo apresentador Rodrigo Faro, que até então era transmitido aos sábados, passou a ocupar o horário do Programa do Gugu, em 16 de junho de 2013.

## Quadros
- Essa Nota Vale Uma Nota
- De Volta Pro Meu Aconchego
- Sonhar Mais Um Sonho
- Devo uma Nota
- Casamento Diferente
- Novas Histórias que o Povo Conta
- Top TV Internet
- Escolinha do Gugu
- Desafio da Internet
- Nasci de Novo
- Verdade ou Mentira
- Dançando pra Valer
- Cãopeonato do Túnel
- Vô num Vô
- De Volta ao Passado
- Vale Tudo Pra Ganhar
- Loiras X Morenas
- Concurso Boy Band
- Corrida do Gugu
- Gugu Bate em Sua Porta
- Gugu Visita Internacional
- Super Moda Praia
- De Onde Saiu Isso?
- Deu na Record
- Prova de Amor
- Pequenos Gigantes
- 1º Concurso Record de Beleza Infantil
- Quer Viajar Comigo?
- Desafio Musical
- "As Novas Lendas Urbanas”
- "Tá Na Moda”
- "Cabine Dos Sonhos”

## Escolinha do Gugu
A Escolinha do Gugu foi um quadro humorístico do Programa do Gugu, baseado nos formatos conhecidos da Escolinha do Professor Raimundo, A Escolinha do Golias, Escolinha do Barulho e Uma Escolinha muito Louca. Com personagens antigos, novos e muitas novidades, a Escolinha do Gugu estreou no dia 15 de maio de 2011, sob direção de Homero Salles, e foi apresentada pela última vez em 13 de janeiro de 2013. Esse quadro foi ideia do próprio Gugu, Homero Salles, Elias Abrão e da Cooperativa de Artistas Unidos
Professor
| Ator          | Personagem     |
| ------------- | -------------- |
| Gugu Liberato | Professor Gugu |

Alunos/Elenco Fixo
| Ator                 | Personagem                     |
| -------------------- | ------------------------------ |
| Aldo Freitas         | Cinturinha                     |
| Amadeu Maya          | Biba                           |
| Andrea Di Maio       | Carlos Neurastress             |
| Andréa de Nóbrega    | Dona Dea                       |
| Cacau Colucci        | Linda Rosa                     |
| César Macedo         | Eugênio                        |
| Cida Mendes          | Concessa                       |
| Cinthia Santos       | Índia Potira                   |
| Dani Iafelix         | Dani Perfeição                 |
| Edilson Oliveira     | Chiquinho                      |
| Eliezer Motta        | Batista                        |
| Geisy Arruda         | Geisy                          |
| Geraldo Magela       | Magela                         |
| Glauber Cunha        | Zé Calango                     |
| Iran Lima            | Cândido Manso                  |
| João Elias           | Salim Muxiba, Bebado, Zé Bento |
| Karina Pacheli       | Karina                         |
| Kendi Yamai (Fausto) | Osako                          |
| Lucas Krug           | Frederico Alberto              |
| Marcos Plonka        | Samuel Blaunstein              |
| Mari Alexandre       | Marilyn Brasil                 |
| Micley Queiroz       | Motoboy Boca                   |
| Orival Pessini       | Patropi, Fofão                 |
| Paulo Rocha          | Paulo Cintura                  |
| Pedro Manso          | Vários personagens             |
| Ricky Régis          | Sá Silva                       |
| Rossini Macedo       | Tonho dos Couros               |
| Scheila Carvalho     | Aidá, Lelé                     |
| Sylvia Design        | Sylvia Design                  |
| Vanessa Zotth        | Fifi de Assis                  |

Participações
| Ator             | Personagem |
| ---------------- | ---------- |
| Batoré           | Batoré     |
| Léo Áquilla      | Léo        |
| Nicole Bahls     | Nicole     |
| Sérgio Mallandro | Serginho   |
| Viviane Araújo   | Viviane    |